# フジテレビ木曜夜10時枠時代劇
フジテレビ木曜夜10時枠時代劇は、1984年4月12日から同年9月27日までフジテレビ系列の木曜22:00 - 22:54（JST）に放送された時代劇の枠の名称である。制作は全て東映。

## 歴史
この枠は、かつては45分または60分枠の現代劇（末期はバラエティ番組）→関西テレビ制作番組2本立てを放送した後、21:02 - 22:48枠の『時代劇スペシャル』を放送していたが、1984年春の改編で木曜21時枠と当枠を分離し、直前まで水曜20:00で放送されていた『銭形平次』（二代目大川橋蔵主演版）の流れを組む連続時代劇を放送する事となった。
だが、記念すべき第1作『弐十手物語』は、原作人気とは裏腹に人気は無く3ヶ月で打ち切られ、つなぎ番組的作品『夏の怪談シリーズ』を1ヶ月放送し、8月23日からは『乾いて候』を開始するもやはり人気は無く、結局この枠の時代劇は、たった3作で終わってしまった。そして終了後は、現在も継続中の『木曜劇場』に代わる事となる。

## 作品リスト
| 作品名           | 放送期間                | 話数 | 主演         | 備考             |
| ---------------- | ----------------------- | ---- | ------------ | ---------------- |
| 弐十手物語       | 1984年4月12日 - 7月12日 | 13   | 名高達雄     |                  |
| 夏の怪談シリーズ | 1984年7月19日 - 8月16日 | 5    | （週替わり） | つなぎ番組的作品 |
| 乾いて候         | 1984年8月23日 - 9月27日 | 6    | 田村正和     |                  |